# Eric García
Eric García Martret (Martorell, 9. siječnja 2001.) španjolski je nogometaš koji igra na poziciji centralnog beka. Trenutačno igra za  Barcelonu.
García je sa 17 godina prešao iz Barcelone u Manchester Cityju. U Premier ligi debitirao je 21. rujna 2019. godine. U svojoj zadnjoj sezoni u klubu osvojio je Premier ligu te je također bio finalist UEFA Lige prvaka. Uoči sezone 2021./22. pridružio se Barceloni nakon isteka ugovora s Manchester Cityjem.

## Klupska karijera

### Manchester City
García je bio član La Masije, Barcelonine akademije, prije nego što se 2017. pridružio Manchester Cityju. Tijekom prve sezone u Cityju bio je kapetan momčadi do 18 godina te je igrao je za momčad do 19 godina u UEFA Ligi mladih.
Prvoj momčadi pridružio se tijekom ljeta 2018. kada je City igrao pripremne utakmice u SAD-u. Za prvu momčad Cityja debitirao je 8. prosinca 2018. u četvrtfinalnoj utakmici Liga kupa odigrane protiv Leicester Cityja s kojim je Manchester City igrao 1:1. Tada je igrao u paru s Nicolásom Otamendijem. U Premier ligi debitirao je 21. rujna 2019. kada je zamijenio Otamendija u 63. minuti utakmcie protiv Watforda kojeg je City pobijedio s visokih 8:0.
Dana 6. kolovoza 2020. Pep Guardiola, menadžer Manchester Cityja, objavio je na konferenciji za novinare da je García odbio produžiti ugovor.

### Barcelona
Dana 1. lipnja 2021. García je pristao potpisati petogodišnji ugovor s Barcelonom koji počinje od 1. srpnja, a čija otkupna klauzula iznosi 400 milijuna eura. Za Barcelonu je debitirao 15. kolovoza 2021. u utakmici La Lige u kojoj je Real Sociedad izgubio 4:2.

### Girona (posudba)
García je posuđen Gironi 1. rujna 2023. Svoj prvi klupski pogodak postigao je 27. rujna protiv Villarreala koji je poražen 1:2. Tom pobjedom Girona je prvi put u povijesti zasjela na vrh ljestvice La Lige.

## Reprezentativna karijera
Tijekom svoje omladinske karijere nastupao je za selekcije Španjolske do 19, 21 i 21 godine. Za A selekciju debitirao je 6. rujna 2020. u utakmici UEFA Lige nacija protiv Ukrajine koju je Španjolska dobila 4:0. Tada je zamijenio Sergia Ramosa u 61. minuti. Bio je član španjolske momčadi na Europskom prvenstvu 2020., Olimpijskim igrama 2020. i Svjetskom prvenstvu 2022.